# نيك فرنسيس
نيك فرنسيس (بالإنجليزية: Nick Holman)‏ هو لاعب كرة قدم أسترالية أسترالي، ولد في 29 مايو 1995.

## وصلات خارجية
- نيك فرنسيس على موقع AustralianFootball.com (الإنجليزية)
- نيك فرنسيس على موقع AFLtables.com (الإنجليزية)